# Колемакија (Изернија)
Колемакија је насеље у Италији у округу Изернија, региону Молизе.
Према процени из 2011. у насељу је живело 43 становника. Насеље се налази на надморској висини од 564 м.